# Vitali Zajárov
Vitali Gueorguiyevich Zajárov –en bielorruso, Виталий Георгиевич Захаров– (Ferganá, URSS, 18 de diciembre de 1967) es un deportista bielorruso que compitió en esgrima, especialista en la modalidad de espada.
Ganó dos medallas de bronce en el Campeonato Mundial de Esgrima entre los años 2002 y 2003, y dos medallas en el Campeonato Europeo de Esgrima, oro en 2001 y bronce en 1998.
Participó en dos Juegos Olímpicos de Verano, en los años 1996 y 2000, ocupando el sexto lugar en Sídney 2000, en la prueba por equipos.

## Palmarés internacional
| Campeonato Mundial | Campeonato Mundial  | Campeonato Mundial | Campeonato Mundial |
| Año                | Lugar               | Medalla            | Prueba             |
| ------------------ | ------------------- | ------------------ | ------------------ |
| 2002               | Lisboa (Portugal)   | Medalla de bronce  | Espada individual  |
| 2003               | La Habana (Cuba)    | Medalla de bronce  | Espada individual  |
| Campeonato Europeo |                     |                    |                    |
| Año                | Lugar               | Medalla            | Prueba             |
| 1998               | Plovdiv (Bulgaria)  | Medalla de bronce  | Espada individual  |
| 2001               | Coblenza (Alemania) | Medalla de oro     | Espada individual  |